# 영월우체국
영월우체국(寧越郵遞局)은 영월지역의 우편서비스와 우체국금융서비스를 담당하는 강원지방우정청 소속 우체국이다. 강원특별자치도 영월군 영월읍 단종로33번길 20에 있다.

## 기본 정보
- 주소: 강원특별자치도 영월군 영월읍 단종로 33번길 20
- 우편번호: 230-800

## 연혁
- 1889년 5월 15일: 영월임시우체사 개소
- 1905년 6월 25일 : 영월임시우체소 설치[1]
- 1906년 12월 1일 : 영월임시우체소를 영월우체소로 명칭 변경[2]
- 1911년 6월 15일 : 영월우체소 폐지[3]
- 1911년 6월 16일: 영월우편소 설치[4]
- 1923년 3월 26일 : 주천우편소 설치[5]
- 1938년 3월 26일 : 상동우편소 설치[6]
- 1939년 3월 26일 : 마차리우편소 설치[7]
- 1941년 2월 1일 : 영월우편소를 영월우편국으로, 마차리우편소를 마차리우편국으로, 상동우편소를 상동우편국으로, 주천우편소를 주천우편국으로 명칭 변경[8]
- 1949년 8월 13일 : 영월우편국을 영월우체국으로, 마차리우편국을 마차우체국으로, 상동우편국을 상동우체국으로, 주천우편국을 주천우체국으로 명칭 변경[9]
- 1949년 11월 21일: 영월우체국 사무관 관서 3급국 승격
- 1958년 6월 20일 : 상동우체국 구래리분실 개국
- 1959년 4월 1일: 영월우체국 개칭
- 1959년 10월 1일 : 상동우체국 구래리분실을 구래리우체국으로 승격[10]
- 1961년 12월 12일 : 옥동우체국 개국[11]
- 1962년 9월 1일 : 영월우체국 연당분국 개국[12]
- 1963년 8월 10일 : 쌍룡우체국 별정우체국 개국[13]
- 1964년 8월 31일 : 영월우체국 연당분국 폐국[14]
- 1964년 9월 1일 : 연당우체국 개국[14]
- 1966년 7월 1일 : 신동우체국 석항분국 개국[15]
- 1966년 7월 2일 : 옥동우체국 모운분국 개국[15]
- 1966년 12월 30일 : 주천우체국 수주분국 개국[16]
- 1967년 12월 30일 : 영월우체국 덕포분국, 주천우체국 신천분국 개국[17]
- 1970년 12월 30일 : 판운우체국 개국[18]
- 1974년 6월 1일 : 구래리우체국을 상동우체국으로, 상동우체국을 강원녹전우체국으로 명칭 변경[19]
- 1985년 12월 30일 : 영월고씨동굴우편취급소, 영월연덕우편취급소, 영월연하우편취급소 신설[20]
- 1988년 1월 5일 : 옥동우체국 모운분국을 영월모운우체국으로 명칭 변경[21]
- 1992년 12월 28일: 영월우체국을 현위치로 신축 이전
- 1994년 12월 31일 : 영월모운우체국 폐국[22]
- 1995년 3월 2일 : 영월주문우편취급소 신설[23]
- 1999년 1월 1일 : 운학우체국, 판운우체국 폐국[24]
- 1999년 1월 2일 : 영월운학우편취급소, 영월판운우편취급소 신설[25]
- 2000년 3월 2일 : 영월판운우편취급소 수탁자 재선정[26]
- 2003년 7월 1일 : 영월운학우편취급소 폐국[27]
- 2009년 10월 1일: 쌍룡우체국 별정우체국 지정 취소[28], 쌍룡출장소 설치[29]
- 2010년 1월 11일: 영월판운우편취급국 폐국[30]
- 2011년 10월 27일 : 영월연하우편취급국 폐국[31]
- 2012년 5월 1일: 신천우체국을 영월한반도우체국으로, 옥동우체국을 영월김삿갓우체국으로 명칭 변경[32]
- 2014년 10월 31일: 영월주문우편취급국 위탁계약 해지 및 폐국[33][34]
- 2017년 1월 1일: 수주우체국을 영월무릉도원우체국으로, 강원녹전우체국을 영월녹전우체국으로 명칭 변경[35]
- 2018년 12월 1일: 쌍룡출장소를 영월쌍용출장소로 명칭 변경[36]
- 2019년 12월 9일 : 상동우체국을 상동읍 상동시장길 13에서 상동읍 태백산로 3191 로 이전[37]
- 2020년 10월 5일 : 덕포우체국 폐국[38] 및 영월덕포우편취급국 신설[39]
- 2021년 11월 1일 : 석항우체국 폐국[40] 및 석항우편취급국 신설[41]

## 관할 우체국
| 우체국명               | 사진 | 주소                                         | 비고                                                          |
| ---------------------- | ---- | -------------------------------------------- | ------------------------------------------------------------- |
| 덕포우체국             |      | 강원도 영월군 영월읍 중앙로 128              | 2020년 10월 5일 폐국                                          |
| 마차우체국             |      | 강원특별자치도 영월군 북면 마차중앙1길 44-3  |                                                               |
| 상동우체국             |      | 강원특별자치도 영월군 상동읍 시장길13호      |                                                               |
| 석항우체국             |      | 강원도 영월군 중동면 영월로 3855             | 2021년 11월 1일 폐국                                          |
| 석항우편취급국         |      | 강원특별자치도 영월군 중동면 영월로 3855     | 2021년 11월 1일 신설                                          |
| 쌍룡우체국             |      | 강원도 영월군 서면 쌍룡리 492-2              | 2009년 10월 1일 별정우체국 지정 취소                          |
| 연당우체국             |      | 강원특별자치도 영월군 남면 연당로27          |                                                               |
| 영월고씨동굴우편취급소 |      | 강원도 영월군 김삿갓면 진별리                |                                                               |
| 영월김삿갓우체국       |      | 강원특별자치도 영월군 김삿갓면 옥동장터길 27 | 2012년 5월 1일 신천우체국에서 명칭 변경                       |
| 영월녹전우체국         |      | 강원특별자치도 영월군 산솔면 중동시장길 33   | 2017년 1월 1일 강원녹전우체국에서 명칭 변경                   |
| 영월덕포우편취급국     |      | 강원특별자치도 영월군 영월읍 중앙로 128      | 2020년 10월 5일 신설                                          |
| 영월모운우체국         |      | 강원도 영월군 김삿갓면 모운동길 487-4        | 1994년 12월 31일 폐국                                         |
| 영월무릉도원우체국     |      | 강원특별자치도 영월군 무릉도원면 중방길 58   | 2017년 1월 1일 수주우체국에서 명칭 변경                       |
| 영월쌍용출장소         |      | 강원특별자치도 영월군 한반도면 쌍용로 203-5  | 2009년 10월 1일 신설 2018년 12월 1일 쌍룡출장소에서 명칭 변경 |
| 영월연덕우편취급소     |      | 강원도 영월군 북면 연덕리                    |                                                               |
| 영월연하우편취급국     |      | 강원도 영월군 영월읍 남중골길 4              | 2011년 10월 27일 폐국                                         |
| 영원운학우편취급소     |      | 강원도 영월군 무릉도원면 운학리              | 2003년 7월 1일 폐국                                           |
| 영월주문우편취급국     |      | 강원도 영월군 김삿갓면 모운동길 461-38       | 2014년 10월 31일 폐국                                         |
| 영월판운우편취급국     |      | 강원도 영월군 주천면 판운리 492-1            | 2010년 1월 11일 폐국                                          |
| 영월한반도우체국       |      | 강원특별자치도 영월군 한반도면 신천길 6      | 2012년 5월 1일 옥동우체국에서 명칭 변경                       |
| 주천우체국             |      | 강원특별자치도 영월군 주천면 주천로719       |                                                               |
| 판운우체국             |      | 강원도 영월군 주천면 중선로 12               | 1999년 1월 1일 폐국                                           |

## 조직
- 경영지도실
- 영업과
- 우편물류과